# Zur Hölle und zurück
Zur Hölle und zurück (Originaltitel: To Hell and Back) ist ein US-amerikanischer Kriegsfilm des Regisseurs Jesse Hibbs aus dem Jahr 1955. Der Film basiert auf der gleichnamigen Autobiographie von Audie Murphy, welcher sich in der Verfilmung selbst spielt. Die Autobiographie war erstmals 1949 erschienen und wurde in den USA zu einem Bestseller.
Die Uraufführung des Films in der Bundesrepublik Deutschland fand am 23. Februar 1956 statt.

## Handlung
Murphy wächst in Texas in einer Großfamilie ohne Vater auf. Als ältestes von neun Kindern muss er seiner Mutter helfen, die Familie zu ernähren. Als seine Mutter stirbt, wird er das Familienoberhaupt. Als der Zweite Weltkrieg ausbricht, ist Murphy begierig, in die US-Streitkräfte einzutreten. Die US Marines lehnen ihn jedoch ab, für die Fallschirmjäger ist er zu klein und zu jung. Die US Army akzeptiert ihn und setzt ihn als einfachen Infanteristen ein. Nach der Grundausbildung kommt Murphy zu einer Infanterie-Einheit.
Bei zahlreichen Kämpfen kann Murphy Mut bzw. Tapferkeit zeigen. Infolgedessen wird er schnell befördert und bringt es schließlich bis zum 2nd Lieutenant. Mit der 3. US-Infanteriedivision kämpft Murphy sich durch Sizilien, Italien und Frankreich. Seine Männer, besonders Johnson, Brandon und Kerrigan, respektieren ihn. Im Januar 1945 wird Murphys Einheit in Frankreich – bei Colmar – von deutschen Truppen angegriffen. Die Amerikaner ziehen sich zurück, die Deutschen verfolgen sie und rücken schnell näher. Murphy bleibt zurück, um das amerikanische Artilleriefeuer auf die anrückenden Deutschen zu lenken. Als die Deutschen noch näher heranrücken, springt Murphy auf einen brennenden Panzerjäger und feuert mit dem an Bord befindlichen Maschinengewehr auf die Feinde, die dadurch in ihrem Vormarsch stocken. Dem verwundeten Murphy wird die Medal of Honor verliehen.

## Kritiken
„Amerikanisch-patriotische Heldenverehrung, nach angeblichen Kriegserlebnissen des meistausgezeichneten US-Soldaten und späteren Schauspielers Audie Murphy.“

„Über sein Leben schrieb er (Murphy) bald ein Buch, dessen Verfilmung zum Kassenschlager wurde. Der Film zeigt in erster Linie Murphys Fronterlebnisse in Nordafrika, Italien und Frankreich, nicht ganz klischeefrei, aber spannend.“

## Hintergründe
- Murphy, der 1971 bei einem Flugzeugabsturz starb, ist der höchstdekorierte US-Soldat des Zweiten Weltkrieges.
- Gedreht wurde der Film im US-Bundesstaat Washington.
- Das Budget des Films lag bei 5,8 Millionen US-Dollar.[4]
- Marshall Thompson ist den deutschen TV-Zuschauern als Dr. Marsh Tracy in der TV-Serie Daktari bekannt, Golden-Globe-Gewinner David Janssen als Dr. Richard Kimble in Auf der Flucht.
- Art-Director war Robert Clatworthy, der 1966 mit dem Oscar ausgezeichnet wurde. Sein Kollege war Alexander Golitzen, der 1944, 1961 und 1963 mit dem Oscar geehrt wurde. Unterstützt wurden sie vom Set-Decorator Russell A. Gausman (Oscars 1944 und 1961). Mit einem Oscar ans Set kam Ton-Ingenieur Leslie I. Carey (1955 geehrt).
- Die militärische und technische Beratung lagen bei Major Leonard J. Murray und Colonel Michael Paulick von der US-Infanterie.